# Lopătar african
Lopătarul african (Platalea alba) este o pasăre de mal cu picioare lungi  din familia lopătarilor și ibișilor, Threskiornithidae. Specia este răspândită în toată Africa și Madagascar, inclusiv Botswana, Kenya, Mozambic, Namibia, Africa de Sud și Zimbabwe.